# Scutachne
Scutachne,  es un género de plantas herbáceas de la familia de las gramíneas o poáceas.  Es originario de Cuba. 

## Especies
- Scutachne amphistemon (C.Wright) Hitchc. y Chase
- Scutachne dura (Griseb.) Hitchc. y Chase